# Prins Wilhelm (1726)
Prins Wilhelm (50 kanoner) var ett svenskt linjeskepp, byggt 1726 på entreprenad av handlanden Lentiman i Stockholm; deltog i sjötågen 1757, 1759 och 1762; försålt 1781.